# Mikael Nalbandian

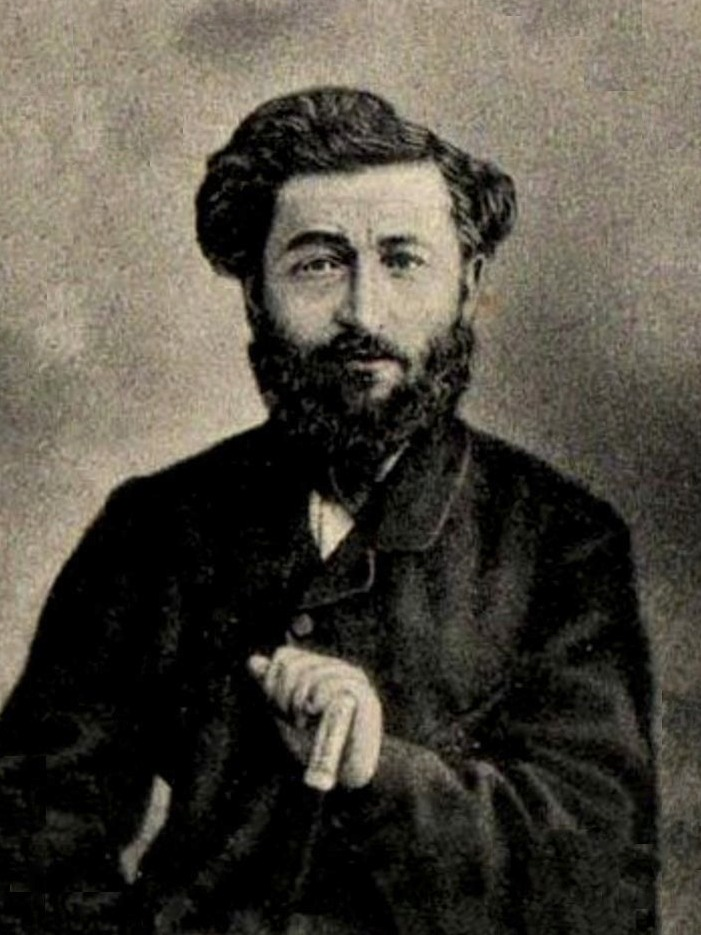
Porträt von Mikael Nalbandian

Mikael Nalbandian (armenisch Միքայէլ Նալբանդեան Mikajel Nalbandjan, * 14. oder 2. November 1829 in Nachitschewan am Don, Russischen Reich; † 12. April oder 31. März 1866 in Kamyschin) war ein armenischer Schriftsteller der armenischen Literatur des 19. Jahrhunderts und Revolutionär. Der Text der armenischen Nationalhymne Mer Hajrenik basiert auf seinem Gedicht Lied des italienischen Mädchens.

## Leben
Nalbandian wurde in der heutigen Stadt Rostow am Don in eine Handwerkerfamilie geboren. Selbstgebildet wollte er ursprünglich Priester werden, verließ das Studium aber kurz nach Antritt, um für vier Jahre (1854–58) Medizin an der Universität Moskau zu studieren. Zusammen mit dem armenisch-russischen Publizist Stepanos Nazaryan gründete er eine einflussreiche Zeitschrift namens Hyusisapayl (Nordlicht). In den Revolutionsjahren 1859–61 war Nalbandyan einer der ersten armenischen Schriftsteller, der die Sicht einer revolutionären Demokratie unter dem Einfluss vom Propaganda der Zeitschriften Kolokol (Glocke) und Sovremennik (Zeitgenössisch) übernahm. Er reiste durch weite Teile Europas und besuchte so Städte wie Warschau, Berlin, Paris, London und Konstantinopel sowie Indien. In Konstantinopel gründete er eine geheime Revolutionsgemeinschaft namens „Partei der Jungen“ um das armenische Magazin Meghu (Biene). In London befreundete er sich mit Alexander Herzen, Nikolai Ogarjow, Michail Bakunin, Nikolai  Serno-Solowjewitsch und vielen anderen und nahm an der Diskussion über eine Organisation namens „Was die Menschen brauchen“ teil – ein Vorläufer der späteren „Organisation für Land und Freiheit“. Im Flugblatt Zwei Linien machte er 1861 sein politisches Credo bekannt: Sein Leben der Idee einer Befreiung der Menschen zu widmen. In einem seiner wichtigsten Aufsätze, Landwirtschaft als der richtige Weg, kritisierte Nalbandian ein Jahr später stark die Emanzipationsreform von 1861, auch wenn er aus der Position des Gemeinschaftssozialismus schrieb. Er sah die Revolution des Bauerntums als die einzige Lösung für Russland nach den Reformen. Seine Aktivitäten führten im Juli im selben Jahr zu seiner Verhaftung und Inhaftierung in St. Petersburg, genauer gesagt in der Peter-und-Paul-Festung. Er wurde beschuldigt, durch die Verteilung von Propaganda-Literatur gegen die Regierung gehetzt zu haben, und wurde nach Kamyschin 1865 ins Exil geschickt, eine abgelegene Gegend über 500 Meilen südöstlich von Moskau in der Provinz Saratow. Er starb an Tuberkulose ein Jahr später im Gefängnis. Der Besitz von Nalbandians Bild war in Russland verboten; geheim zirkulierten aber weiterhin Porträts von ihm mit seinem Gedicht Freiheit.

## Vermächtnis

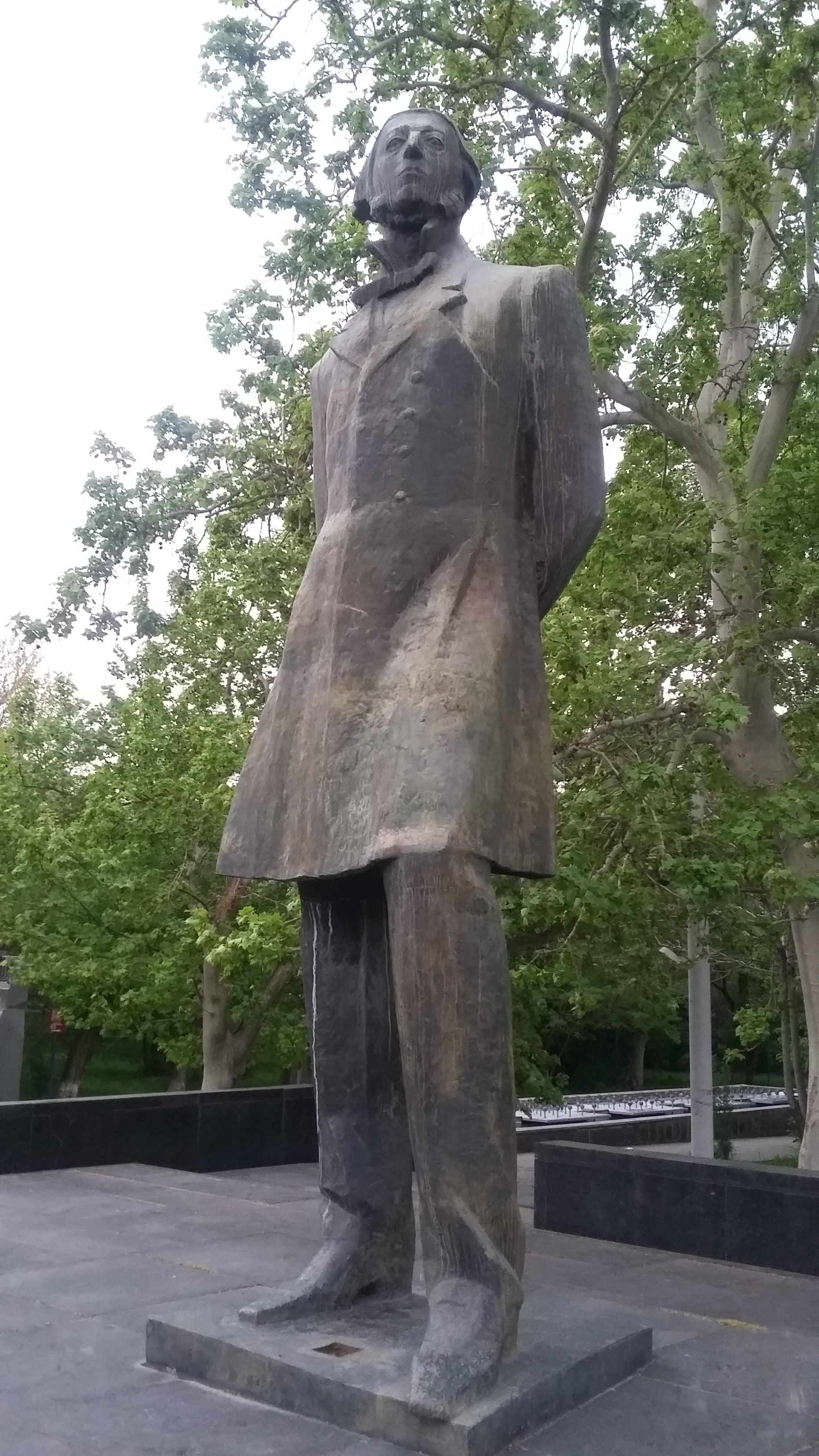
Nalbandian-Statue (N. Nikoghosjan, 1965), Jerewan

Reform und Erneuerung sind die zentralen Punkte von Nalbandians literarischer Hinterlassenschaft. Sein Schreibstil wurde von führenden Journalisten inspiriert, welche er während seiner ausgiebigen Reisen traf. Er beschäftigte sich mit Themen wie Philosophie, Wirtschaft, Linguistik und Pädagogik, war ein Jünger des anthropologischen Materialismus nach Ludwig Andreas Feuerbach und Nikolai Tschernyschewski. Seine Philosophie ist ein wichtiger Faktor in der Geschichte von Armeniens Sozialdenken. Mit seinen revolutionären Aktivitäten versuchte er, demokratische Kräfte der Armenier mit der russischen Freiheitsbewegung zu vereinen. Nalbandian ist zudem ein Urheber vom kritischen Realismus in der armenischen Literatur. Er wurde stark für seine Bemühungen bewundert, eine nationale Literatur zu schaffen, welche realistisch die Wünsche der Armenier widerspiegeln soll.

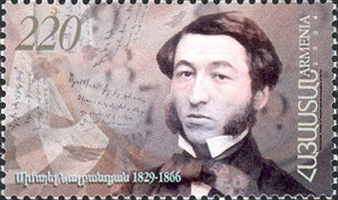
Nalbandian auf einer armenischen Briefmarke

Ähnlich wie Chatschatur Abowjan, der als Vater der modernen armenischen Literatur gilt, kämpfte Nalbandian mit der Einführung der neuen Literatursprache Aschcharabar anstelle des traditionellen Grabar, was ihm den Ausschluss von den Klerikern und Reaktionären einbrachte. Er übersetzte auch Gedichte von Alexander Puschkin, Michail Lermontow, Heinrich Heine und anderen Dichtern.
Nalbandian liegt im Friedhof des armenischen Klostern Heiligkreuz (Sourp Khatch) in Nachitschewan am Don begraben, wo er auch geboren wurde.